# Donald O'Brien
 (juin 2025).
Si vous disposez d'ouvrages ou d'articles de référence ou si vous connaissez des sites web de qualité traitant du thème abordé ici, merci de compléter l'article en donnant les références utiles à sa vérifiabilité et en les liant à la section « Notes et références ».
Donal O'Brien, dit Donald O'Brien, né le 15 septembre 1930 à Pau et mort le 29 novembre 2003 à Andernos-les-Bains, est un acteur franco-irlandais.  
Sa sœur, Michèle O'Brien, était la dernière épouse de Joseph Kessel[réf. nécessaire].

## Biographie
O'Brien grandit à Pau dans une famille originaire de l'Irlande, mais lors de la défaite de 1940, Donald O'Brien rentre à Dublin où il décide de se lancer dans le théâtre et il doit rentrer en France, après le conflit. Il travaille un temps dans les bureaux de l’armée américaine, puis il reprend ensuite son activité de comédien. Il obtient son premier rôle en 1960 dans Les Scélérats de Robert Hossein. Mais O'Brien connaîtra le succès dans le western européen avec Le Shérif de Rockspring (1971), Le colt était son dieu, ou encore son travail avec des réalisateurs comme Lucio Fulci Le Retour de Croc-Blanc (1974), Les Quatre de l'apocalypse (1975) et Joe D'Amato avec Viol sous les tropiques (Emmanuelle et les derniers cannibales) en 1977.
Donald O'Brien meurt des suites d'une crise cardiaque à Andernos-les-Bains le 23 avril 2003.

## Filmographie
- 1960 : Les Scélérats de Robert Hossein
- 1960 : Dynamite Jack de Jean Bastia
- 1961 : Saint-Tropez Blues de Marcel Moussy
- 1963 : Ballade pour un voyou de Claude-Jean Bonnardot
- 1963 : L'inspecteur Leclerc enquête de Yannick Andréi (TV), épisode : Voir Paris et mourir
- 1964 : Le Train (The Train) de John Frankenheimer et Bernard Farrel : Schwartz
- 1965 : Week-end à Zuydcoote de Henri Verneuil : L'officier anglais
- 1965 : Passeport diplomatique agent K 8 de Robert Vernay : Dolbry
- 1965 : Je vous salue mafia de Raoul Lévy : Mafia Thug
- 1965 : Trois chambres à Manhattan de Marcel Carné
- 1966 : La Vie de château de Jean-Paul Rappeneau : L'officer Américain
- 1966 : L'Homme de l'Interpol de Maurice Boutel : Polard
- 1966 : La Ligne de démarcation de Claude Chabrol : l'aviateur écossais
- 1967 : La Nuit des généraux (The night of the generals) d'Anatole Litvak : un officier allemand
- 1968 : Saludos hombre (Corri, uomo, corri) de Sergio Sollima : Nathaniel Cassidy
- 1971 : Si je te rencontre, je te tue (Se t'incontro, t'ammazzo) de Gianni Crea : Jack Forest
- 1971 : Le Shérif de Rockspring (Lo sceriffo di Rockspring) de Mario Sabatini
- 1971 : Les Âmes damnées de Rio Chico (Quelle sporche anime dannate) de Luigi Batzella : Lee Rust
- 1972 : Deux Frères appelés Trinita de Renzo Genta : Lester O'Hara
- 1973 : Les Anges pervers (Il sesso della strega) d'Angelo Pannacciò : Le commissaire
- 1973 : Winchester, Kung-fu et Karaté (…altrimenti vi ammucchiamo) de Yeung Man Yi : Don
- 1973 : Six Tueurs pour un massacre (Sei bounty killers per una strage) de Franco Lattanzi : l'Irlandais
- 1974 : Le Retour de Croc-Blanc (Il Ritorno di Zanna Bianca) de Lucio Fulci : Liverpool
- 1975 : Les Quatre de l'apocalypse (I Quattro dell'apocalisse) de Lucio Fulci : Le sheriff de Salt Flat
- 1976 : Keoma de Enzo G. Castellari : Cadwell
- 1977 : Mannaja, l'homme à la hache (Mannaja) de Sergio Martino : Burt Craven
- 1977 : Emmanuelle et les derniers cannibales (Emanuelle e gli ultimi cannibali) de Joe d'Amato : Donald McKenzie
- 1978 : Selle d'argent (Sella d'argento) de Lucio Fulci : Fletcher
- 1979 : Durs à mourir (Duri a morire) de Joe D'Amato : Major Hagerty
- 1979 : Les Amours interdites d'une religieuse (Immagini di un convento) de Joe D'Amato : l'exorciste
- 1984 : 2072, les mercenaires du futur (I Guerrieri dell'anno 2072) de Lucio Fulci : le moine
- 1984 : 2020 Texas Gladiators (Anno 2020 - I gladiatori del futuro) de Joe D'Amato : Black one
- 1986 : Le Nom de la rose de Jean-Jacques Annaud : Pietro d'Assisi
- 1988 : La Maison du cauchemar d'Umberto Lenzi : Valkos
- 1989 : Mortacci de Sergio Citti
- 1991 : La Secte (La Setta) de Michele Soavi
- 1991 : Frankenstein 2000 (it) (Ritorno dalla morte) de Joe D'Amato : Ric